# Fête des récoltes du Reich
Vous lisez un « bon article » labellisé en 2020.
La fête des récoltes du Reich (en allemand Reichserntedankfest), ou journée allemande d'action de grâce pour les récoltes (deutscher Erntedanktag), appelée familièrement « fête de Bückeberg », est un événement de masse organisé par le Parti national-socialiste des travailleurs allemands (NSDAP) sur le Bückeberg près d'Emmerthal, à environ cinq kilomètres au sud de Hamelin, de 1933 à 1937, le premier dimanche après la Saint-Michel (29 septembre). Outre le congrès du parti du Reich à Nuremberg et la célébration le 1er mai à Berlin de la fête nationale du travail, qui devient en 1934 la « fête nationale du peuple allemand », c'est le plus grand événement de masse du parti nazi. Il est très largement relayé par la propagande du régime et le jour de la fête des récoltes est férié dans l'ensemble du Reich.
Le site de la fête des récoltes est une vaste pelouse aplanie, mesurant environ 600 mètres sur 300, sur le versant nord du Bückeberg. Il accueille lors des festivités plus d'un million de personnes de tout le Reich. La fête des récoltes, conçue par le parti pour la paysannerie, regroupe en fait principalement des fonctionnaires et des membres du NSDAP, parmi lesquels Adolf Hitler, Joseph Goebbels et le ministre de l'Alimentation et de l'Agriculture du Reich Walther Darré.
La préservation du site, son classement comme monument historique en 2011 et la création d'un centre de documentation ont donné lieu à de longs débats.

## Fête des récoltes à Bückeberg

### Choix du site

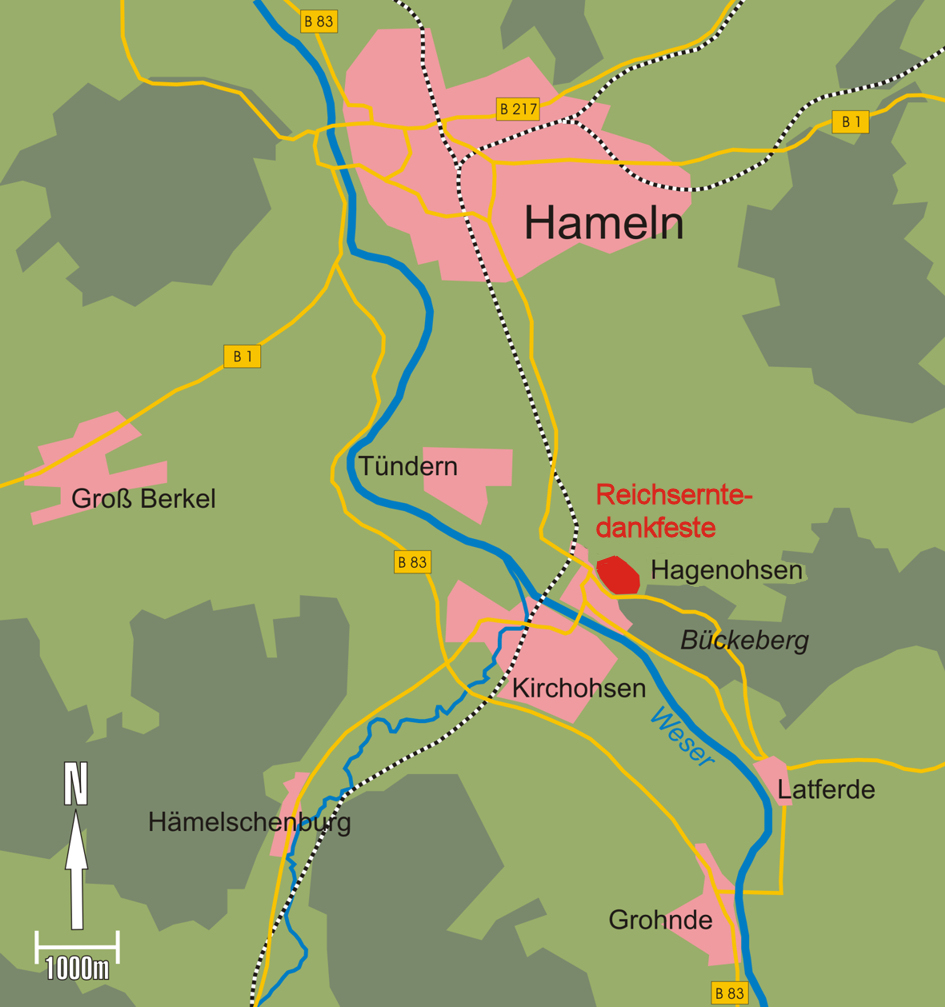
Plan de situation de la fête des récoltes du Reich, ou Reichserntedankfest, au sud de Hamelin.

Le ministère de l'Éducation du peuple et de la Propagande du Reich sous la direction de Joseph Goebbels charge l'architecte Albert Speer de concevoir la fête des récoltes du Reich. Le cahier des charges préconise d'identifier un lieu pour « une fête populaire rurale de dimensions jusqu'alors insoupçonnées en pleine campagne ». En août 1933, une commission du ministère de la propagande du Reich se rend dans les environs des villes de Hoya, Bückeburg et Hamelin à la recherche d'un lieu approprié. Alors que les prairies de la Weser à Hoya étaient initialement envisagées pour l'événement, la commission opte pour le Bückeberg près de Hamelin, en justifiant son choix par le fait qu'il s'agissait, selon elle, du « sol allemand le plus original » et de la « zone centrale germanique » : le site était peuplé de « paysans militants libres » et les champs « trempés du sang des combats des tribus allemandes pour le sol allemand ». La proximité du site de la bataille de Varus, du nom du général germain ayant remporté une nette victoire face aux légions romaines en l'an 9, est également invoquée. L'argument principal reste que la Weser proche est un fleuve allemand de sa source à son embouchure,

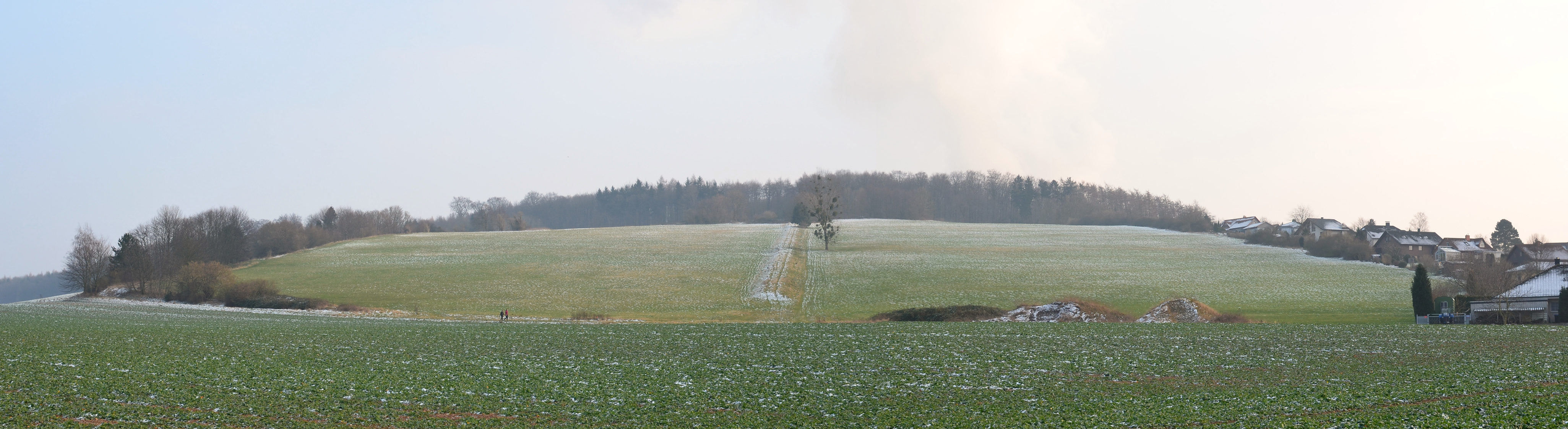
Le site de la fête des récoltes à l'hiver 2018. La pente du Bückeberg, partagée par l'allée du Führer, jouxte les maisons d'habitations du village de Hagenohsen.

Tout cela était également vrai pour Hoya, de sorte que les raisons du choix du Bückeberg sont plutôt d'ordre pratique. Le site de Hoya ne répondait pas aux exigences pour faire face à l'arrivée et au départ des foules attendues. Des liaisons ferroviaires favorables étaient une condition préalable, car la Deutsche Reichsbahn devait assurer une grande partie du transport. De plus, le Bückeberg, en raison de l'inclinaison favorable de son large versant nord, était un site approprié pour le grand rassemblement prévu, car ici, contrairement aux prairies de la Weser à Hoya, on avait une vue dégagée sur la tribune des orateurs et la tribune d'honneur et une large vue sur le paysage de la vallée de la Weser. En outre, le versant de la colline était un terrain appartenant déjà au domaine de l'État de Prusse.

### Description

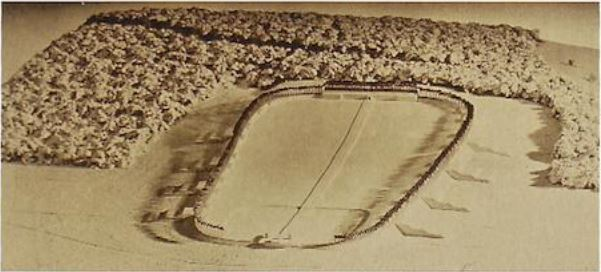
La maquette attribuée à Albert Speer montre, tout autour du site de la fête des récoltes, un imposant rempart de pierre qui n'a pas été réalisé.

Le vaste champ de foire enherbé est conçu par Albert Speer comme une gigantesque scène de plein air. Il s'agit initialement d'une superficie de forme ovale de 120 000 m2, puis de 180 000 m2, entourée de haies, puis de remparts de terre issue des remblais. Le site est alors cerné d'une triple rangée de mâts portant des drapeaux à croix gammée, formant un ovale de grande taille ouvert sur les basses terres, à la périphérie est de Hagenohsen. Ils délimitent un espace intérieur qui devait, selon Speer, renforcer le « sentiment d'appartenance immédiate » à une communauté nationale, la Volksgemeinschaft.

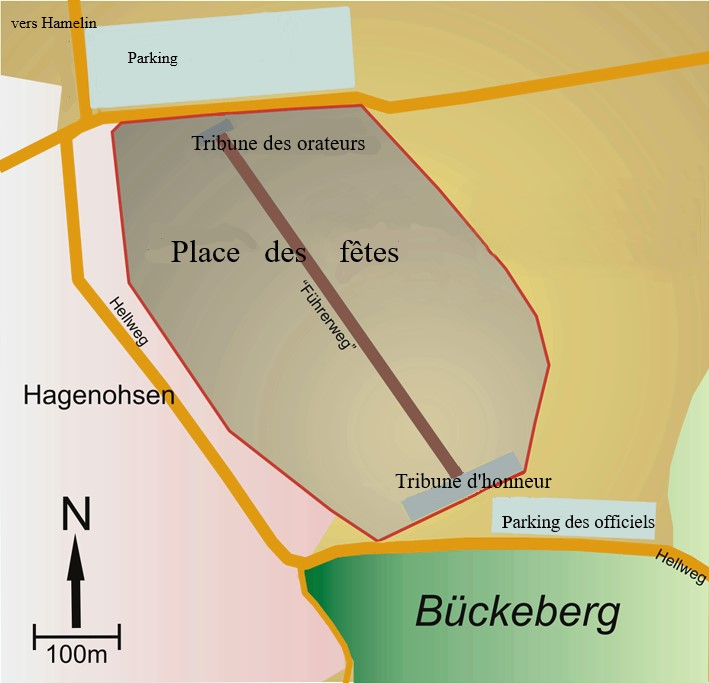
Croquis du site de la fête des récoltes, dans son état de 1933.

La zone du festival est en pente légèrement ascendante, qui offre une vaste vue sur la vallée et les méandres de la Weser. La place est traversée le long de la pente par ce qui était alors un chemin central de 800 mètres de long, dont la plus grande partie a été préservée. L'allée, qui s'appelle alors « Führerweg », ou le chemin du Führer, est surélevée d'un demi-mètre et large de huit mètres. À l'extrémité inférieure du chemin se trouve la plate-forme des orateurs en forme de pyramide de 40 mètres de large. À l'extrémité supérieure, devant la lisière de la forêt, se situe la tribune d'honneur de quatre mètres de haut et d'une centaine de mètres de large, construite en bois, et reposant sur des fondations de béton. Elle accueille jusqu'à 3 000 membres du parti et les invités d'honneur du Reichsnährstand. La tribune est équipée d'un central téléphonique et d'un studio de radio.
Le site est équipé de 76 haut-parleurs. Les tribunes, puis le Führerweg sont équipés de microphones. Plusieurs plates-formes permettent l'installation de caméras sur le terrain, qui complètent pendant la fête les prises de vues réalisées par des caméras embarquées sur des zeppelins. Pour donner l'impression d'une fête rurale, les installations étaient pour la plupart faites de matériaux naturels, tels que le bois pour les tribunes, les escaliers, les rampes et les mâts de drapeaux. Les installations techniques, telles que le standard téléphonique et radio, les câbles électriques, les conduites d'eau, sont conçues pour être aussi invisibles que possible.

### Construction
À la mi-août 1933, 1800 hommes du service du travail du Reich (Reichsarbeitsdienst, RAD) commencent à niveler la montagne. Entre 1934 et 1937, des travaux d'extension et de nivellement du champ de foire sont réalisés. Quatre-cent-cinquante travailleurs du Reichsarbeitsdienst sont constamment à l'œuvre sur place, logés dans des casernes dans trois camps de la forêt du Bückeberg. Ils posent des lignes pour les haut-parleurs, les microphones et l'éclairage, construisent une centrale électrique dans le village voisin de Hagenohsen et, en 1935, posent un drain sur le terrain rocheux.
Les routes et chemins non pavés de la région sont prolongés et pavés. De nouvelles routes sont construites sur le Bückeberg, ainsi qu'un grand parking pour les bus des invités d'honneur et des diplomates. Une « gare du Führer » à quatre voies est aménagée avec des plates-formes particulièrement longues, adaptées au train spécial d'Hitler. Le nombre de travailleurs passe à 1500 lorsqu'il faut ériger les tribunes, avec l'aide d'entreprises de construction locales.
Les plans de Speer et du ministre de l'Alimentation et de l'Agriculture Walther Darré visant à doter le complexe de solides structures d'inspiration classique, à surélever le rempart de terre qui l'entoure et à le doter de huit larges escaliers d'accès, enfin à prolonger l'allée du Führer par un escalier de 600 mètres de long n'ont pas été réalisés. De même, le projet de nouvelle autoroute desservant le site est abandonné.

## Idéologie, publicité et propagande

Devise du Reichsnährstand sous l'aigle du parti NSDAP et sur la croix gammée avec une épée et un épi.

### De la fête chrétienne à la célébration nazie
En 1933, Hitler décrète que la fête des récoltes doit être célébrée le premier dimanche après le 29 septembre, jour de la Saint Michel. Originellement fête chrétienne d'action de grâces, la fête des récoltes devient rapidement une fête nationale majeure de l'État nazi, après la parution du décret au journal officiel du Reich le 28 février 1934. Elle vise à souligner l'importance de la paysannerie pour le Reich, notamment sur la base de l'idéologie du sang et de la terre (Blut und Boden),.
La tradition chrétienne de la fête des moissons, ancrée dans les zones rurales, est transformée et instrumentalisée par le régime nazi par le biais de la fête des récoltes du Reich. Le national-socialisme interprète, sans grand succès, la fête de la moisson comme une célébration dont l'origine et la signification se trouvent dans le culte païen du dieu germanique Odin. Contrairement au 1er mai 1933, où la traditionnelle fête du travail est devenue la fête nationale du travail et où, le lendemain, les Sturmabteilungen (SA) et la Schutzstaffel (SS) avaient occupé par la force les centrales syndicales et arrêté leurs fonctionnaires, les dirigeants du NSDAP choisissent la voie de la séduction et de la manipulation de la paysannerie, dont les organisations avaient déjà subi un enrôlement contraint dans le Reichsnährstand, le système centralisé d'approvisionnement alimentaire du Reich. Les gigantesques fêtes des moissons du Reich ont pour but de lier idéologiquement et émotionnellement la population rurale au régime et peuvent donc être considérées comme faisant partie du processus de prise de pouvoir (Gleichschaltung). Au ministère de l'Éducation du peuple et de la Propagande du Reich, le secrétaire d'État Leopold Gutterer est particulièrement chargé de leur organisation.
Le Bureau régional de l'Église protestante de Hanovre ne s'est pas opposé à cette appropriation de la fête des moissons par les nationaux-socialistes, bien au contraire. Dans son appel à la fête des récoltes en 1933, il déclare : « Cette célébration d'action de grâces envers le Créateur donne à l'Église l'occasion de souligner l'obéissance à l'ordre divin de la création, telle qu'elle nous a été rendue avec une clarté nouvelle, notamment par l'esprit du national-socialisme ».

### Campagnes publicitaires

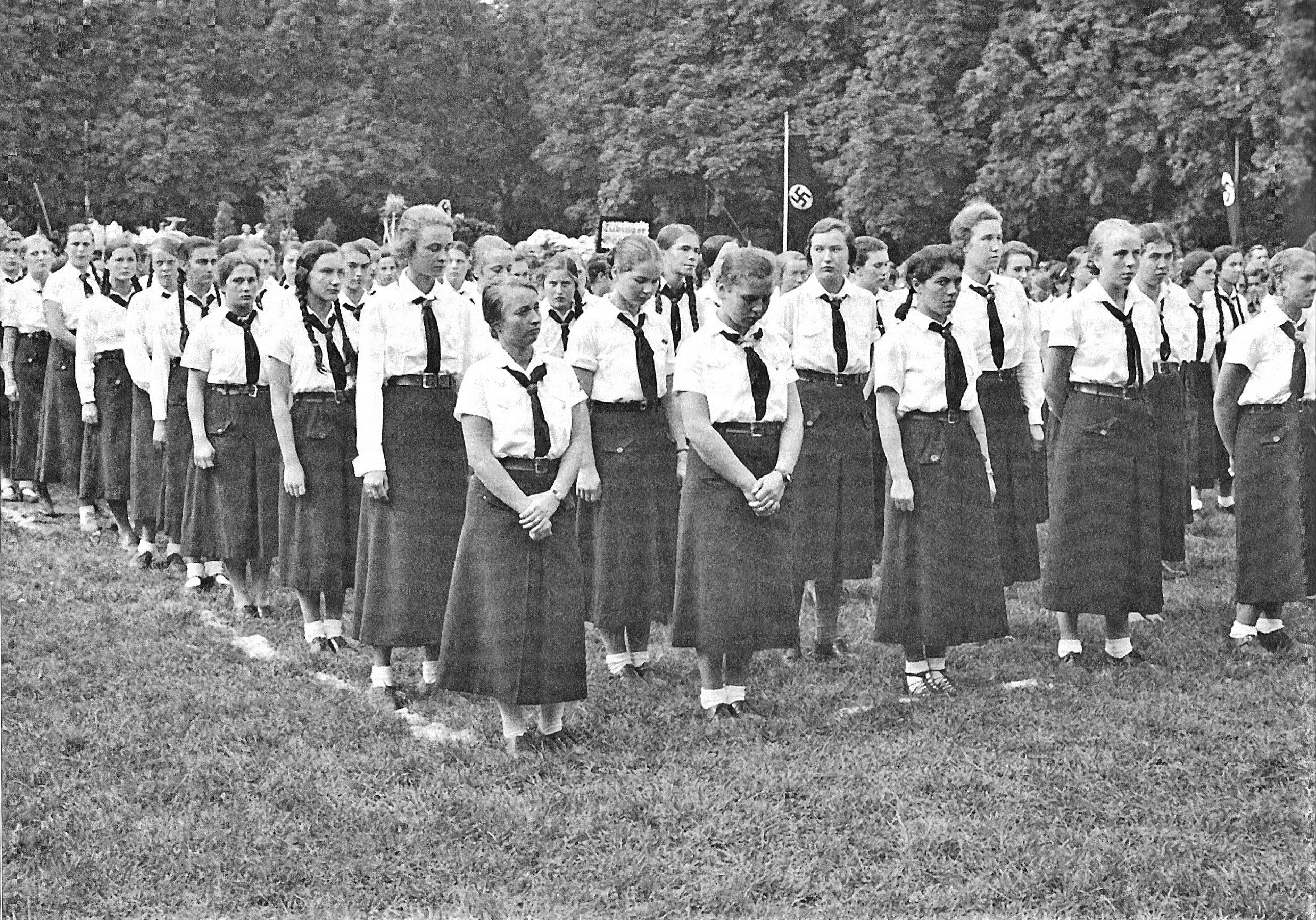
Groupe de jeunes filles du Bund Deutscher Mädel de l'arrondissement de Tübingen, lors de la fête des récoltes de 1935.

Le ministère de la propagande du Reich prévoit une campagne publicitaire préalable avec des brochures, des affiches et des films. La presse et la radio sont impliquées ainsi que d'autres ministères et organisations, notamment le Reichsnährstand, le Bund Deutscher Mädel (BDM) et le Reichsarbeitsdienst. Trois vagues de propagande se succèdent, chacune placée sous une devise particulière : en 1935, il s'agissait dans une première phase, en juin, de « Ville et campagne - main dans la main », en référence à la pensée de la Volksgemeinschaft ; dans une deuxième phase, en août, la campagne « Notre pain de notre propre terre », fait allusion à l'autosuffisance souhaitée ; et dans une troisième phase, en septembre, « Sous la couronne de la moisson » rappelle la célébration chrétienne originelle,.

### Voyage de propagande d'Hitler à travers Hamelin

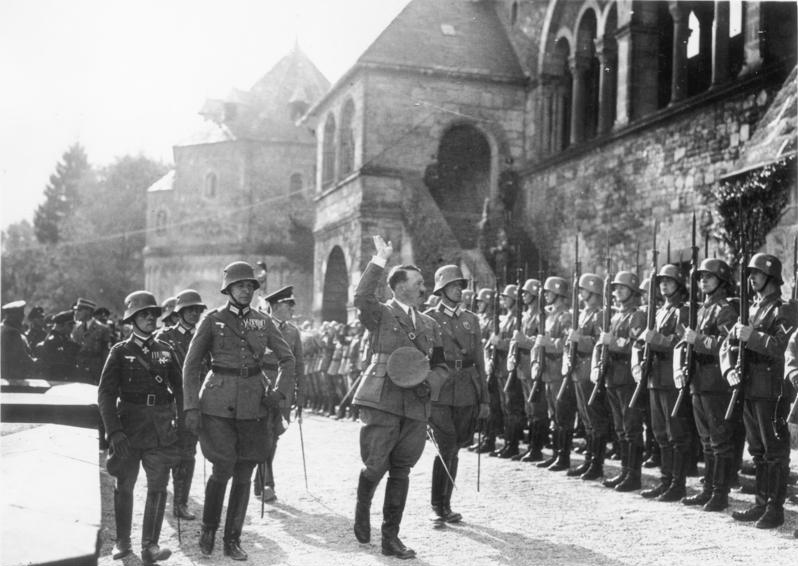
Adolf Hitler se prépare à accueillir à Goslar les délégués de la paysannerie, lors de la fête des récoltes de 1934. Il est accompagné de Walther Darré, Joseph Goebbels et Erwin Rommel.

De 1933 à 1935, Hitler choisit de voyager par avion de Berlin à Hanovre. En 1933, il participe d'abord à la réunion du ministère de l'Alimentation du Reich à Goslar, puis il entame un cortège triomphal dans une voiture ouverte, de Goslar via Hamelin jusqu'à Bückeberg. En 1934 et 1935, il se rend directement de Hanovre à Hamelin, de nouveau en procession triomphale dans une voiture ouverte, et ce n'est qu'après la fin de la fête des récoltes du Reich qu'il atteint Goslar, élevée au rang honorifique et officiel de « ville des agriculteurs du Reich ».

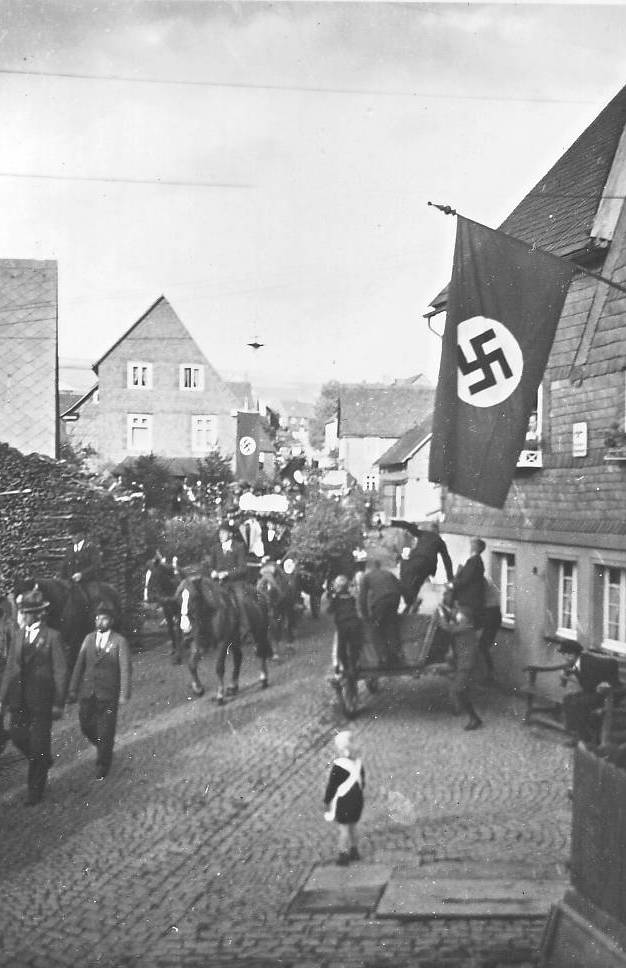
Fête des récoltes au village de Bödefeld, en Rhénanie-du-Nord-Westphalie, en 1935.

Les trajets à travers Hamelin, qui compte alors 28 000 habitants, sont minutieusement préparés par l'administration locale. L'invitation lancée aux citoyens de la ville par le maire Detlef Schmidt et le directeur de district Ahlswede fonctionne comme un instrument de contrôle social, particulièrement pour les témoins de Jéhovah qui s'y refusaient, ou pour les Juifs à qui il était interdit de pavoiser leur habitation aux couleurs nationales : « Pour la réception, un faste sans précédent doit orner les maisons des rues de la ville. Il est maintenant certain que le Führer touchera les rues suivantes de la ville sur son chemin vers le Bückeberg : Rohrsen, Morgensternstraße, Deisterstraße, Osterstraße, Bäckerstraße, Mühlenstraße, Hafenstraße, Ohsener Straße etc. Hameliniens, soyez conscients de cet honneur. Il va de soi qu'à partir de maintenant, chaque maison sera immédiatement décorée de guirlandes et de couronnes, de drapeaux à croix gammée et d'insignes nationaux. Que chacun exprime sa dévotion au Führer en contribuant à donner à sa maison une décoration inégalable. […] Nous, les Bas-Saxons, savons ce que nous devons à notre chef ». À Hamelin, les anciens membres locaux de la SPD socialiste et du KPD communiste sont placés quelques jours avant la fête en détention de sûreté, et relâchés après les festivités.
La municipalité fournit gratuitement le contenu de 1 000 camions de verdure diverse pour décorer les maisons. Sur le parvis de la gare, une énorme couronne de moisson porte l'inscription « Le paysan allemand - la force de l'Allemagne - le pain du peuple - la fidélité au Führer ». Des banderoles tendues dans les rues de la ville proclament : La paysannerie est la source de vie du peuple allemand, Une famille paysanne forte - grâce à la nouvelle loi sur l'héritage agricole, La main du paysan calleux - crée du pain pour chaque classe, Don pour le travail du secours d'hiver du peuple allemand ainsi que Ville et campagne - main dans la main.
À partir de 1936, Hitler se rend à Hagenohsen et en repart dans son train personnel. La suppression du défilé triomphal en voiture vers et à travers Hamelin suscite alors la désapprobation des élus locaux.

## Déroulement de la fête des récoltes

### Culte du Führer en 1933
La première édition de la fête des récoltes a lieu deux semaines après le lancement du Secours d'hiver. La fête est précédée de la journée des agriculteurs du Reich, événement interne du Conseil des agriculteurs du Reich, qui se tient à Goslar, également en Basse-Saxe. Le matin de la fête des récoltes, des ballons captifs de la Wehrmacht planent au-dessus du site pour indiquer le chemin aux visiteurs. Depuis le village de Hagenohsen sur la Weser, un large escalier mène au terrain du festival. Le programme préliminaire présente les groupes en costumes traditionnels, puis les SA et le Service du travail du Reich, les célébrités de l'État nazi, ainsi que de nombreux membres du corps diplomatique,.

L'arrivée d'Hitler est saluée lorsqu'il remonte lentement le Führerweg de 800 mètres de long aux sons de la marche de Badonviller. Accueilli à la tribune par des sons de fanfare et un bref discours de bienvenue de Joseph Goebbels, il reçoit la couronne d'épis, symbole de la récolte « offerte à la nation » par les paysans. L'affluence est telle que Goebbels prend le champ de foire pour une montagne vivante : « Un demi-million de personnes. Cohue fantastique. Tableau extraordinaire. Les projecteurs et les feux sur les collines environnantes s'allument à la tombée de la nuit. Puis Darré parle. Bien. Et Hitler très bien. La lune se lève au-dessus de tout cela. La foule chante : "remerciez tous Dieu !" Spectacle saisissant ».

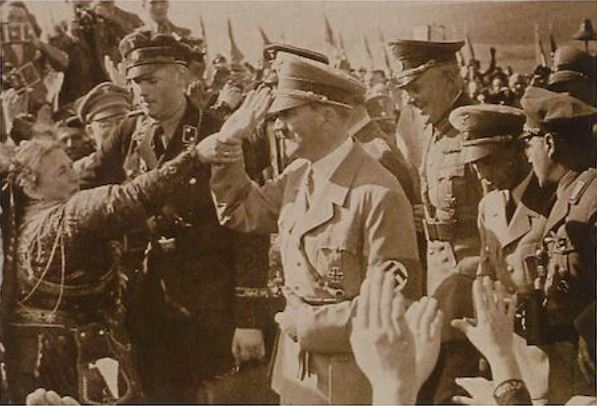
Les participants tentent de toucher Hitler à son passage.

La foule des participants se tient étroitement serrée derrière une rangée de SS. Les spectateurs individuels qui s'étaient glissés à travers sont autorisés à s'approcher d'Hitler et à le toucher. Aucun autre événement de masse nazi ne recourt autant à la mise en scène de la proximité physique entre le Führer et son peuple.
Hitler et Darré prononcent chacun un discours de trente minutes au milieu des drapeaux des SA, des SS et du Service du travail du Reich. Enfin, le premier vers du Deutschlandlied et du Horst-Wessel-Lied retentissent. Un grand feu d'artifice met un terme au festival.
En 1933, le début des festivités officielles est fixé à 19 heures, mais cela conduit à un certain chaos alors que les masses de spectateurs défilent dans l'obscurité tombante. C'est pourquoi, à partir de 1934, le départ est avancé à midi et le feu d'artifice de clôture est remplacé par le largage de centaines de petits parachutes, sur lesquels sont fixés des drapeaux à croix gammée.
La fête excède le cadre du Bückeberg : le matin du 1er octobre 1933, Goebbels tient un discours inaugural diffusé sur toutes les radios du pays. La Chancellerie du Reich, de son côté, met en place le « dimanche à la potée » : chaque citoyen, en suivant l'exemple de ses dirigeants, est invité à renoncer au rôti dominical pour une simple potée, et à verser l'argent économisé au Secours d'hiver.

### Exercices militaires
Dès 1935, des éléments de la Wehrmacht participent à la fête des récoltes. L'artillerie, les chars et les bombardiers manœuvrent dans la plaine située en contrebas de la place des fêtes. Pour les besoins de la démonstration, un petit village est construit par des pionniers : d'abord appelé « Bückedorf », il est ensuite dénigré comme le « village des pleurnicheurs », est pris d'assaut et incendié. Le quotidien de Hamelin, le Deister- und Weserzeitung rend compte ainsi de l'exercice : « Un nouveau village, et déjà des morts ? Ah, ce n'étaient certainement pas des habitants de Bückedorf. Ils n'étaient pas d'ici, ni de ce pays, ils n'ont jamais fait partie des nôtres. Sur les croix qu'on leur a dressées, on pouvait lire leurs noms : Ernst Thälmann, Rosa Luxemburg… et ainsi de suite »,. Les manifestations de la Wehrmacht prennent de l'ampleur et durent plus d'une heure en 1937 : un pont factice érigé sur la Weser est assailli et détruit.
Le discours prononcé par Hitler en 1935 témoigne de cette inflexion majeure, dans un contexte de réarmement de l'Allemagne :
« Die Vorsehung hat es uns ermöglicht, in diesem Jahr nicht nur wirtschaftlich eine reiche Ernte einzubringen, sie hat uns auch noch mehr gesegnet: Erstanden ist uns wieder die deutsche Wehrmacht. Erstehen wird die deutsche Flotte. Die deutschen Städte und die schönen Dörfer, sie sind geschützt, über ihnen wacht die Kraft der Nation, wacht die Waffe in der Luft. Weit darüber hinaus wollen wir aber noch für eine besondere Ernte danken: Wir wollen in dieser Stunde den Hunderttausenden und Hunderttausenden deutscher Frauen danken, die uns wieder das schönste gegeben haben, das sie uns schenken konnten: viel Hunderttausende kleine Kinder! »
— Adolf Hitler, discours d'ouverture de la fête des récoltes du Reich, 1935, trad. Olivier Mannoni

« La Providence ne nous a pas seulement permis, cette année, d'obtenir une abondante récolte, elle nous a accordé encore plus… nous avons retrouvé la Wehrmacht allemande. La flotte allemande va ressusciter. Les villes allemandes et nos beaux villages sont protégés, la force de la nation veille sur eux, l'armée les protège depuis l'altitude. Mais bien au-delà de tout cela, nous voudrions aussi remercier pour une récolte toute particulière : nous voulons aujourd'hui rendre grâce aux centaines et centaines de milliers de femmes allemandes qui nous ont redonné la plus belle chose qu'elles puissent offrir : plusieurs centaines de milliers de petits enfants ! »

### Succès et limites
La ville de Hamelin reçoit le titre honorifique de « Nuremberg de la Weser » ou de « Nuremberg du Nord ».
Le nombre de participants croît de 700 000 à 1 300 000 spectateurs de 1934 à 1937. Même si ces informations sont fournies par le ministère de la Propagande du Reich, et sont sujettes à caution, elles montrent cependant l'importance accordée à l'événement par les autorités, comme sa relative popularité.
La 6e fête des récoltes du Reich sur le Bückeberg, qui était prévue pour le 2 octobre, est annulée in extremis le 30 septembre 1938. La crise des Sudètes nécessite la mobilisation de moyens de transport importants afin de transférer une partie des troupes de la Wehrmacht à la frontière avec la Tchécoslovaquie.
L'édition de 1937 reste la dernière d'une série de cinq fêtes des récoltes : le début de la Seconde Guerre mondiale, le 1er septembre 1939 interdit désormais ce type de manifestation en plein air.

## Analyses
Selon Bernhard Gelderblom, l'historiographie s'est longtemps contentée de considérer la fête des récoltes du Reich comme un simple spectacle de propagande. Elle n'a intégré que progressivement le rôle politique de la célébration dans la construction de la communauté nationale nazie, dans l'exclusion de plusieurs catégories de la population, comme dans la préparation des esprits à la guerre.
Pour l'historien Peter Reichel, la fête des récoltes du Reich s'intègre à un calendrier de célébrations nationales-socialistes, qui reprend mais souhaite remplacer le calendrier chrétien. La fête des récoltes est, comme le 1er mai et la « journée commémorative des héros » du cinquième dimanche avant Pâques, un jour férié dans l'ensemble du Reich. Cependant, il estime qu'en raison de cette « foison de fêtes et de célébrations hétéroclites », qui se succèdent sur un rythme resserré voire épuisant, ces manifestations « rencontrèrent un écho très variable - c'est un euphémisme - dans la population ».
De même, pour Pierre Ayçoberry, « les cérémonies néo-païennes destinées à remplacer les liturgies chrétiennes de Noël, de Pâques […] et de la fin des récoltes tombèrent dans le vide : il faut croire qu'entre l'expression de la loyauté politique, fût-ce même en sacrifiant la pratique religieuse, et la conversion à la "nouvelle Foi", le pas restait encore infranchissable pour beaucoup de gens ».

La fête des récoltes, parce qu'elle est une célébration de masse, recherche la simplicité des dispositifs spatiaux, l’ascétisme de l’expression architecturale, pour permettre le modelage des habitudes de la population à travers l’idéologie. Ainsi, pour Peter Reichel, « pour transformer l'idéologie en religion politique, on a utilisé des formes d'expression sacrées. […] Dans la mesure où elle a donné au régime la stature d'un mythe, avec l'idéal du troisième Reich et de la Communauté du peuple, et où elle a transformé l'idéologie nationale-socialiste en religion politique, ses acteurs cherchaient aussi à obtenir une sorte de légitimation méta-politique : car le régime national-socialiste avait, lui aussi, besoin d'une légitimité ».
Pour l'historien Uwe Spiekermann, le but de la fête des récoltes « n’est pas seulement de rendre un honneur particulier aux paysans allemands et aux produits du sol allemand. Son rôle est de mettre devant les yeux des citadins les productions de base du pays et en même temps de leur rappeler leur propre dépendance biologique par rapport à la nature », notamment en faisant l'obligation aux commerçants de l'ensemble du Reich de décorer leurs vitrines pour l'occasion. Il s'agit à la fois d'exprimer « une pensée biologico-raciste et le lien entre sang et sol », comme de rendre visible le rôle de l'État dans la bataille de la consommation et de l'alimentation.
Au-delà de la fête, Peter Longerich remarque l'importance de la mainmise de la sphère publique sur des domaines relativement déconnectés de la politique : la publicité, le graphisme commercial : « il y eut même des tentatives, bien que relativement infructueuses, de diffuser une mode inspirée de la "nature aryenne", purifiée de toute influence "non allemande" ».

## Mémoire et postérité
L'ancien site de la fête des récoltes est toujours propriété de l'État, plus précisément du Land de Basse-Saxe. La zone a été largement préservée. Les vestiges architecturaux sont les escaliers de la Weser, un réservoir d'eau de grande hauteur, les vestiges des camps de service, les fondations des tribunes et les boîtes de distribution d'électricité. Les fondations de la tribune d'honneur sont encore visibles, bien qu'elles soient envahies par la végétation, selon le souhait de la municipalité d'Emmerthal dans les années 1990. La rue pavée menant de Hagenohsen à la tribune des officiels a été préservée et est classée monument historique.

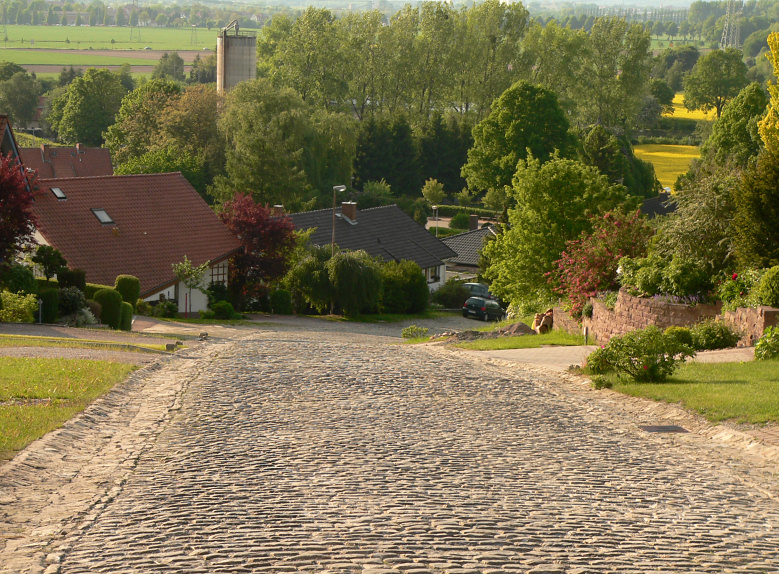
Route pavée classée monument historique, menant d'Hagenohsen au site de l'ancienne fête des récoltes. La pente y est de 20 %.
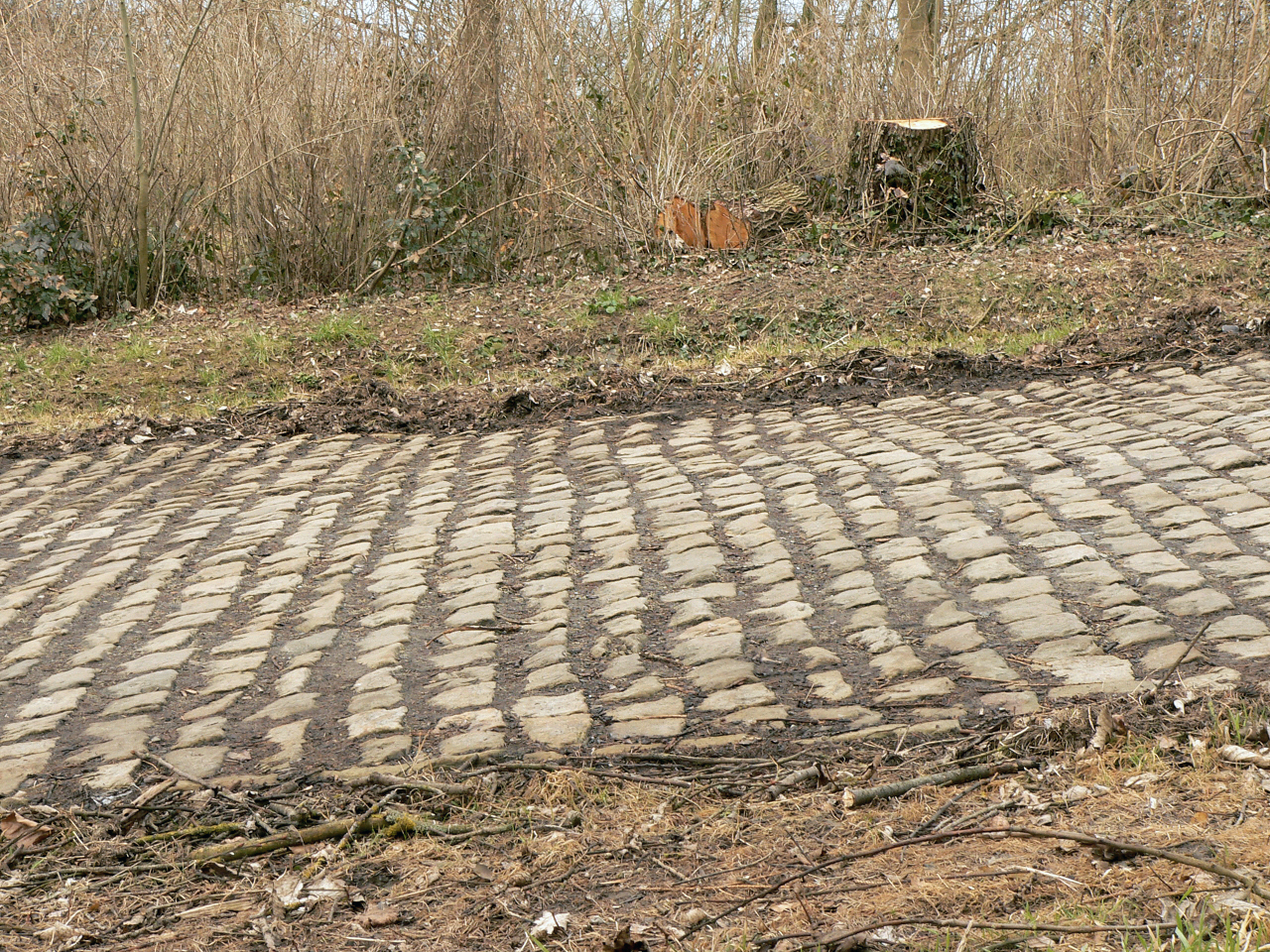
Détail de la rue pavée.
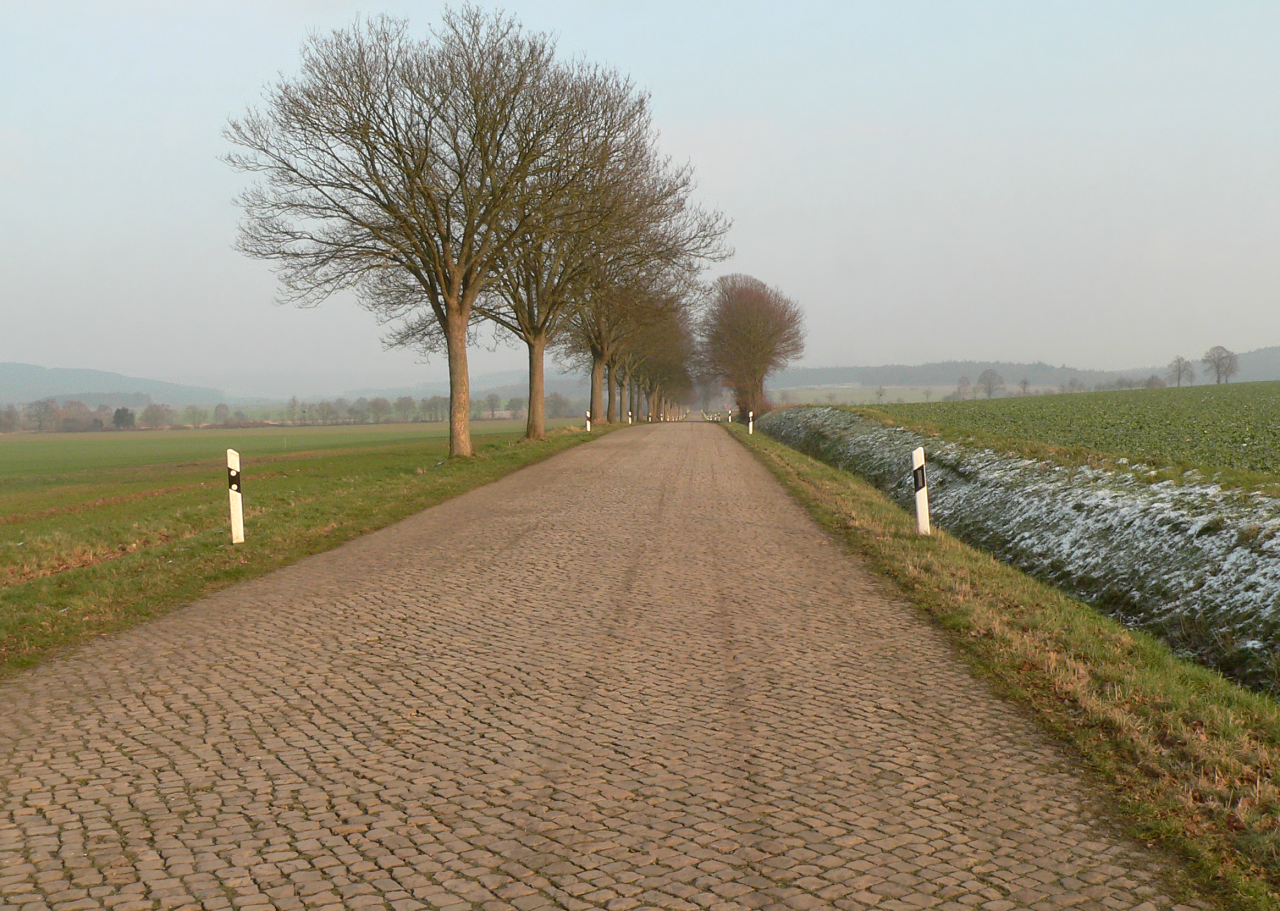
La Emmerthaler Strasse, en contrebas de la montagne. L'ancien terrain de fêtes se situe à droite.
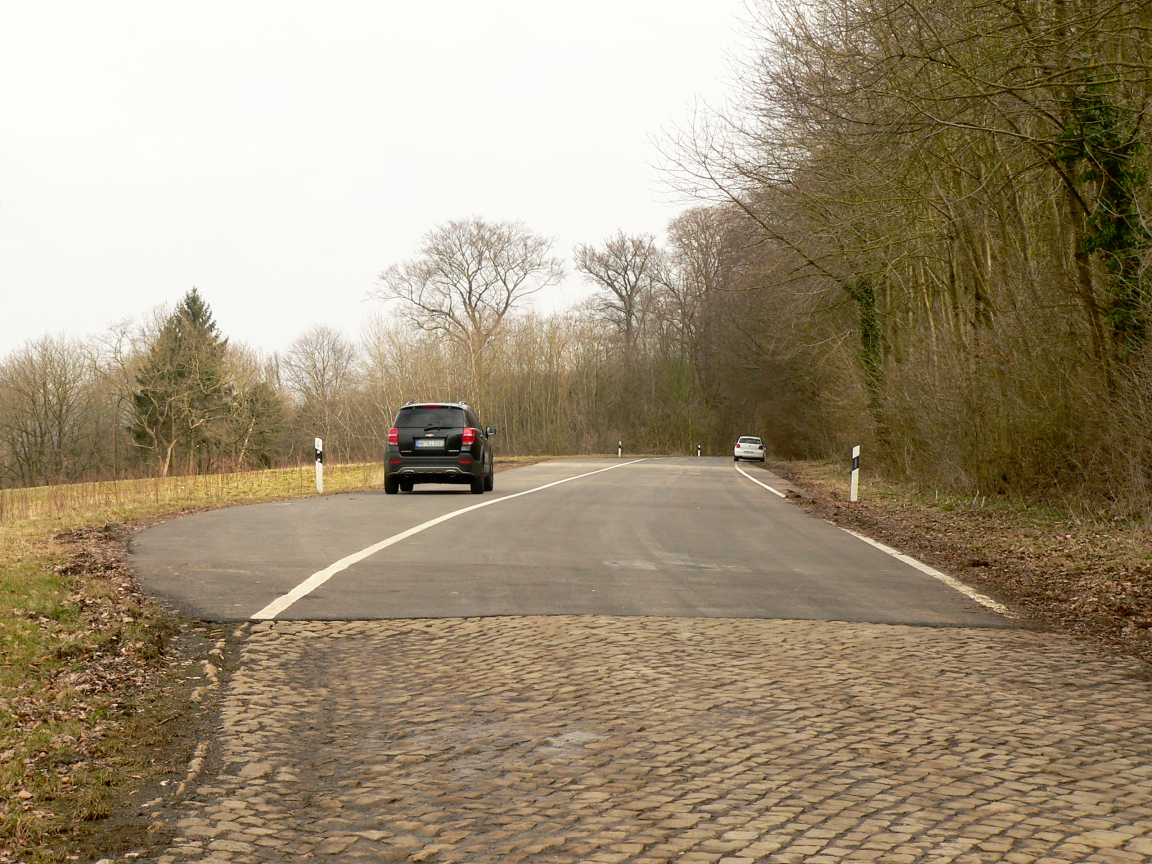
L'ancien parking des officiels, qui jouxte la tribune d'honneur.
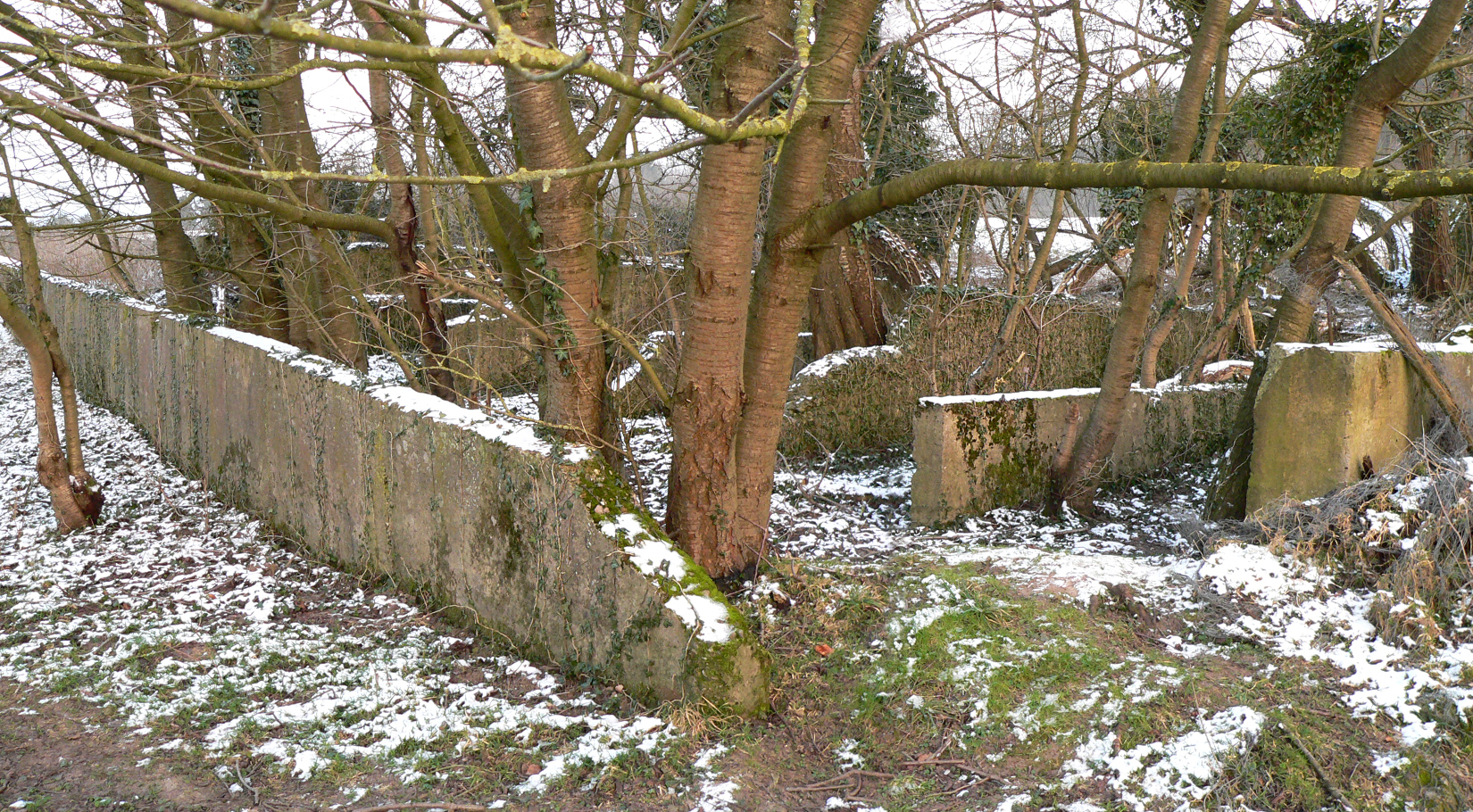
Vestiges de la tribune d'honneur : fondations bétonnées.
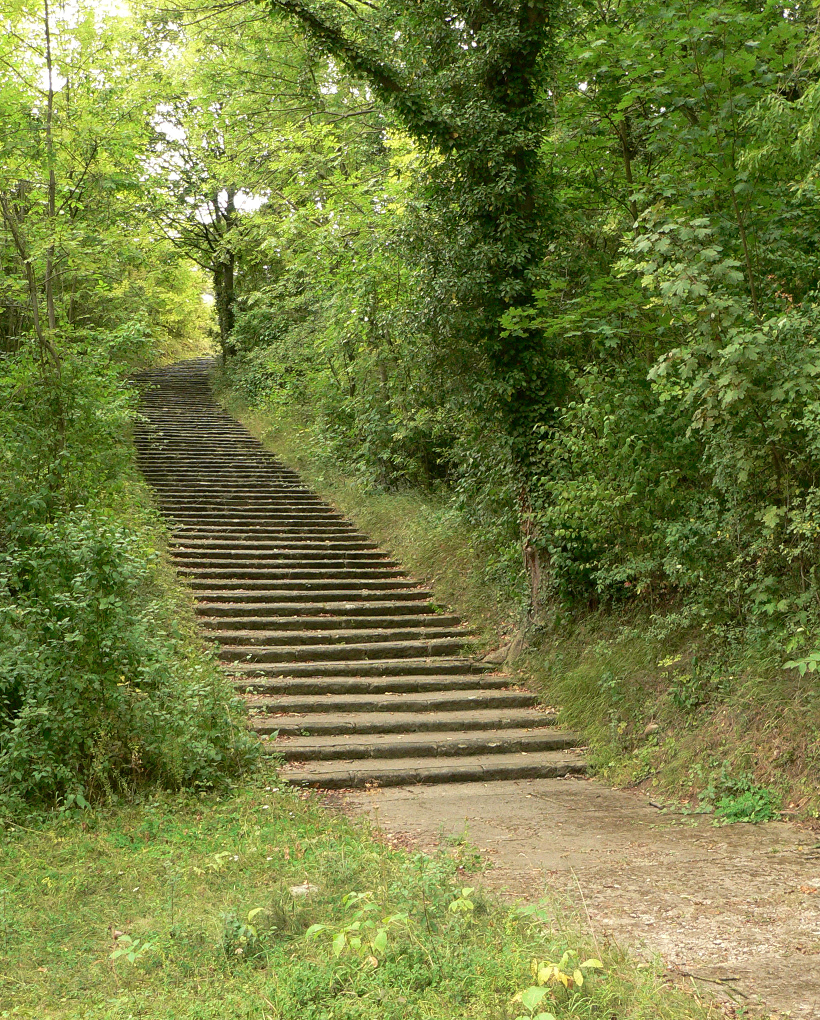
Larges escaliers menant de la rive de la Weser à l'ancien terrain de fêtes.

### Lieu de mémoire
Plusieurs historiens se sont prononcés en faveur de la création d'un mémorial au Bückeberg. Avec le terrain de rassemblement du parti nazi à Nuremberg, les ruines de la station balnéaire nazie de Prora et l'ancien Parc olympique de Berlin aménagé pour les jeux olympiques d'été de 1936, il est l'un des rares endroits où le parti nazi a mis en scène la communauté nationale de manière manipulatrice. Le site est unique en Allemagne du Nord. L'Office de protection des monuments de Basse-Saxe considère le site comme un monument culturel de haut niveau et l'a classé monument historique en 2011, au terme d'un débat de dix années. Selon l'archéologue Henning Hassmann, il s'agit « d'un des témoignages les mieux conservés et les plus impressionnants de l'architecture paysagère monumentale et du paysage culturel conçu à l'époque du national-socialisme ».

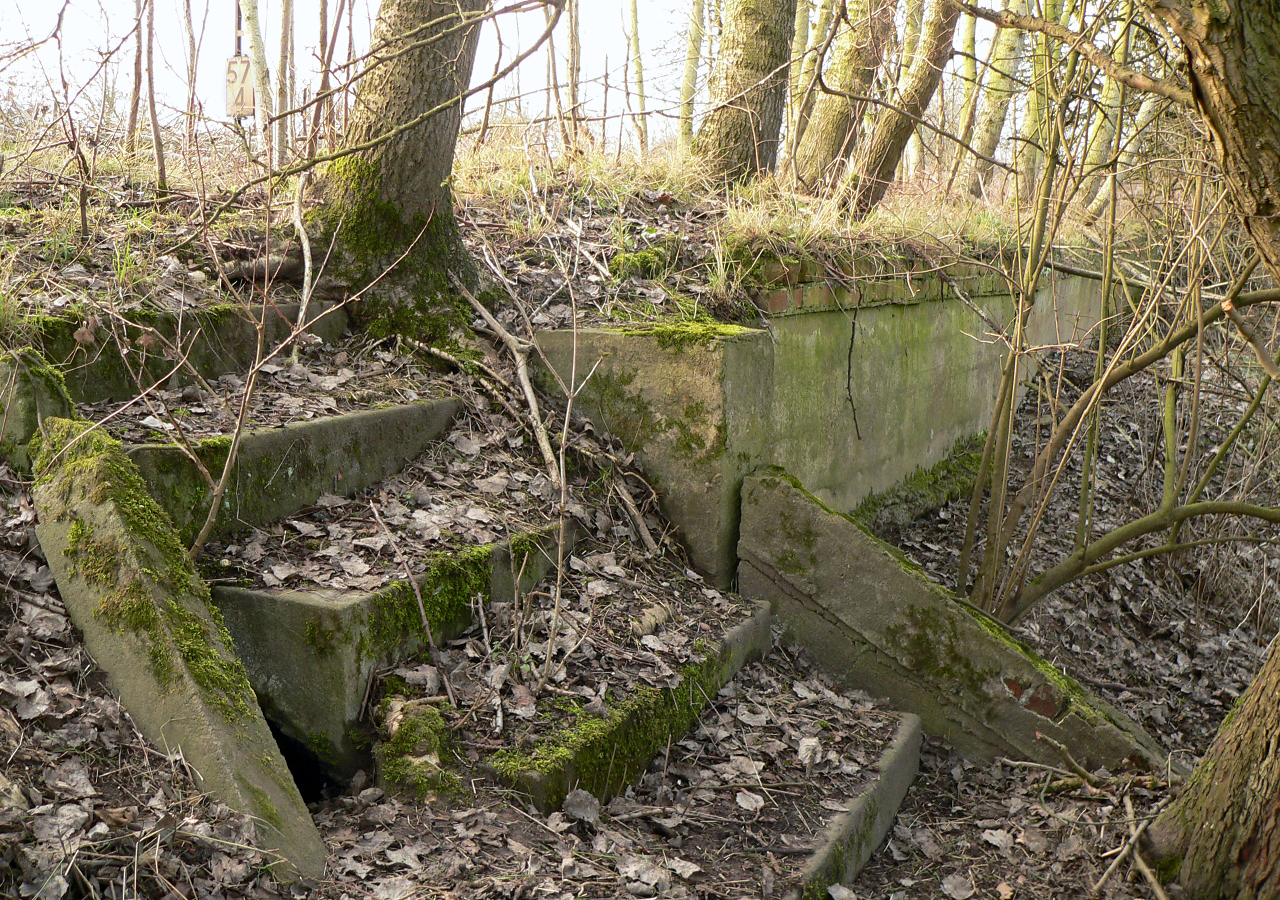
Vestige de l'ancienne gare du Führer.
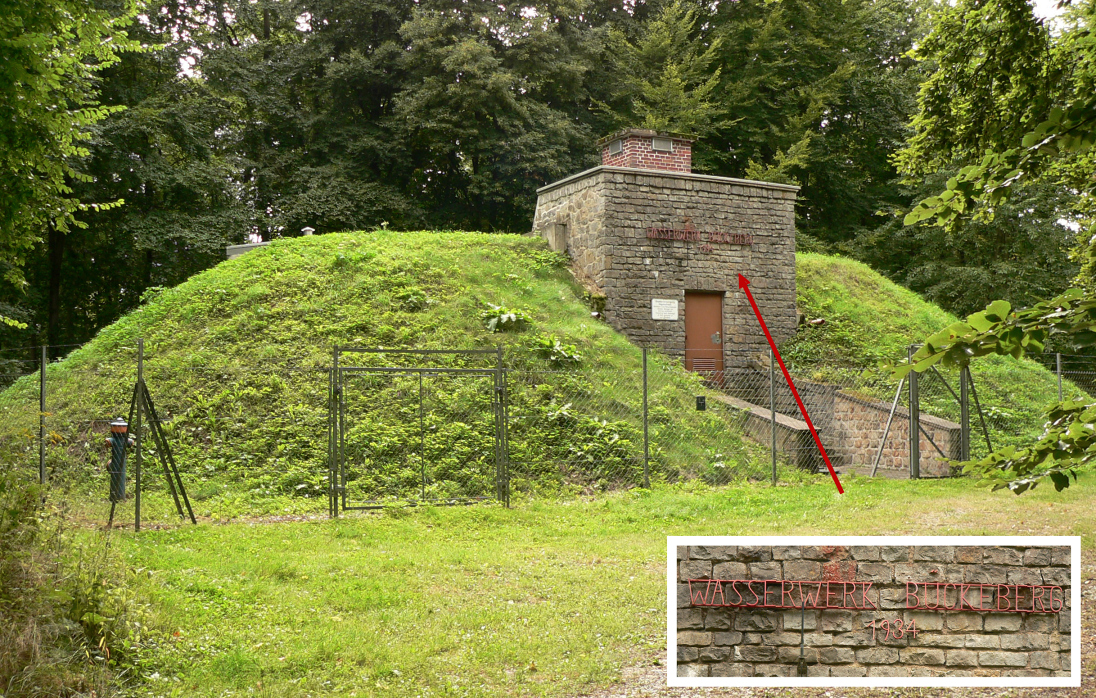
Réservoir d'eau installé en 1934 sur le Bückeberg, permettant l'approvisionnement de la fête des récoltes.
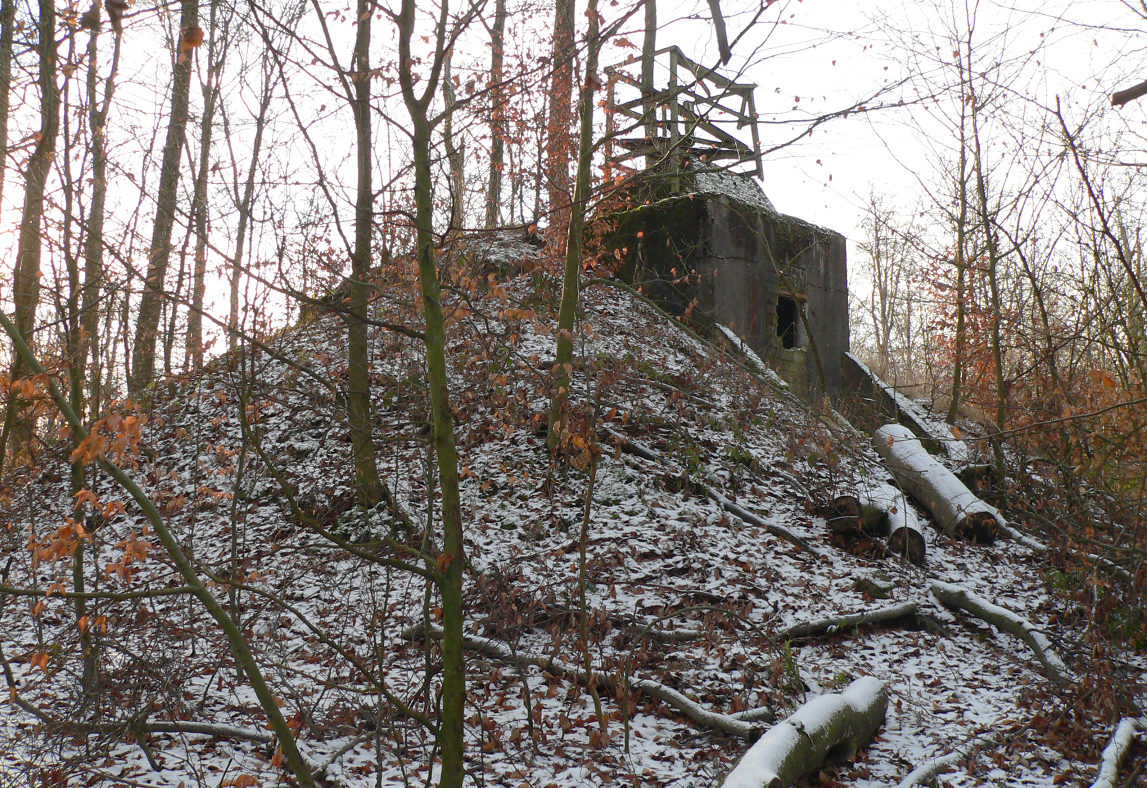
Le château d'eau sur le Bückerberg desservait les camps des ouvriers.
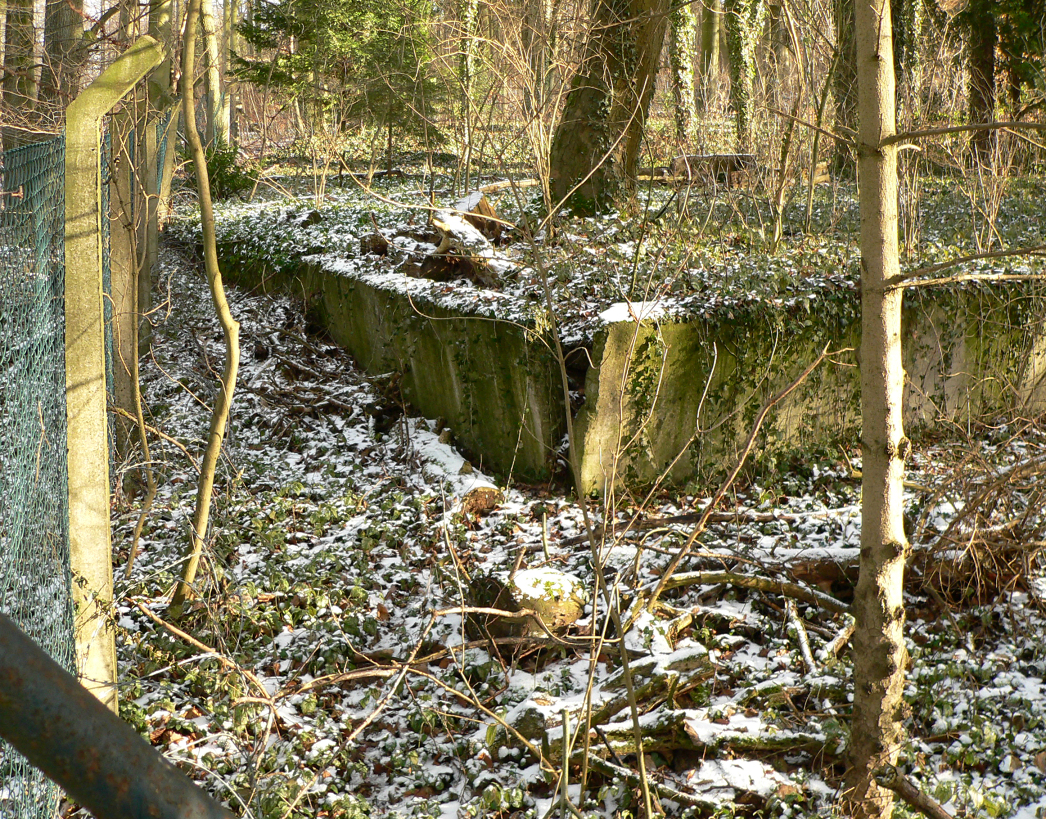
Fondations d'une caserne ouvrière.

L'Association pour la culture régionale et l'histoire contemporaine de Hamelin entame en 2016 une réflexion sur un futur centre de documentation. Sous la direction de l'historien Bernhard Gelderblom, l'historien Anett Schweitzer et l'historien Mario Keller-Holte, en coordination avec la Fondation des Mémoriaux de Basse-Saxe, proposent l'idée d'un centre de documentation et d'éducation.
Parmi plusieurs projets soumis à concours, un jury sélectionne la proposition d'un « système d'information historico-topographique » reposant sur un parcours explicatif d'environ 1,3 km de long, jalonné de panneaux d'information. Le coût du projet est d'abord estimé à 350 000 euros, puis à 450 000 euros. Le conseil d'arrondissement du district de Hamelin-Pyrmont avalise en mars 2018 la réalisation du centre de documentation, dont l'ouverture au public est prévue en 2021, pour un coût total de 1,3 million d'euros,.

### Opposition au classement et critique du mémorial
La municipalité d'Emmerthal avait classé en 2002 l'espace de l'ancien festival en zone constructible, et indiqué craindre que le classement comme monument historique n'entraîne la venue d'extrémistes de droite sur un « lieu de pèlerinage ». Elle avait également entrepris des plantations forestières sur l'espace des anciennes tribunes.
En 2017, une partie des membres du conseil de district de Hamelin-Pyrmont critique le coût prévisionnel du centre de documentation, qualifié de « désastre financier », et plaide pour une solution plus économique. Le plan du centre de documentation présenté fin 2017 suscite des critiques dans la communauté locale d'Hagenohsen, qui redoute une stigmatisation du village,. Les élus locaux de l'Alternative pour l'Allemagne, en particulier, rejettent l'idée d'un centre de documentation et plaident en 2018 sans succès pour un référendum local,.